# Good & Evil (альбом)
Good & Evil — другий студійний альбом американського рок-гурту Tally Hall, випущений 21 червня 2011 року. Спочатку альбом мав вийти під лейблом Atlantic Records, але за невідомих обставин вийшов під лейблом Quack! Media. З того часу він був перевиданий на вінілі, компакт-дисках та касетах лейблом Needlejuice Records. Альбом отримав змішані відгуки, дехто вважав, що він був більш «зрілий» ніж його попередник, хоча йому не вистачало запам'ятовуваності дебютного альбому гурта.

## Виробництво альбому
У квітні 2009 року гурт опублікував заплановану подію на своїй Facebook-сторінці, під назвою «Tally Hall May Tour» з підзаголовком «The Last Pre-Recording Hurrah», у якій йшлося про те, що після завершення їхнього травневого тура, гурт почне запис свого другого альбому.
19 жовтня 2009 року Tally Hall розпочали препродакшен над альбомом. 26 жовтня того ж року був перший день запису на The Sunset Sound Factory разом з продюсером Тоні Гоффером та інженером Тоддом Берком. Через Твіттер Росса Федермана стало відомо, що вони записували 16 треків, проте було оголошено, що до альбому увійде лише 14.
26 листопада 2009 року гурт анонсував у Твіттері, що вони завершили запис альбому, залишивши їм лише один день для підготовки до туру з Rooney і Crash Kings.
2 травня 2011 року Tally Hall випустили свій перший сингл з альбому, «You & Me», на музичному веб-журналі Consequence of Sound. Наступного дня сингл був випущений на iTunes.
20 червня 2011 року гурт випустив пісню «&» на своєму YouTube каналі.
Альбом також був випущений на компакт-дисках, вінілі, касетах та мінідисках.

## Список композицій
Усі композиції були написані Робом Кантором, Джо Гоулі, Ендою Горовіцем та Зубіном Седжі.
Автор музики і слів Роб Кантор, Джо Гоулі, Ендрю Горовіц та Зубін Сенджі (там, де зазначено). 
| Good & Evil | Good & Evil            | Good & Evil | Good & Evil                      | Good & Evil |
| #           | Назва                  | Автор       | Головний вокаліст                | Тривалість  |
| ----------- | ---------------------- | ----------- | -------------------------------- | ----------- |
| 1.          | «Never Meant to Know»  | Cantor      | Cantor                           | 3:40        |
| 2.          | «&»                    | Hawley      | Hawley                           | 3:14        |
| 3.          | «You & Me»             | Cantor      | Cantor                           | 2:52        |
| 4.          | «Cannibal»             | Sedghi      | Sedghi                           | 3:28        |
| 5.          | «Who You Are»          | Cantor      | Cantor                           | 3:40        |
| 6.          | «Sacred Beast»         | Hawley      | Hawley, Sedghi, Cantor           | 2:22        |
| 7.          | «Hymn for a Scarecrow» | Hawley      | Hawley                           | 4:50        |
| 8.          | «A Lady»               | Hawley      | Hawley                           | 1:05        |
| 9.          | «The Trap»             | Sedghi      | Sedghi                           | 4:31        |
| 10.         | «Turn the Lights Off»  | Hawley      | Hawley, Sedghi, Cantor           | 2:56        |
| 11.         | «Misery Fell»          | Horowitz    | Sedghi                           | 3:34        |
| 12.         | «Out in the Twilight»  | Cantor      | Cantor                           | 2:51        |
| 13.         | «You»                  | Horowitz    | Horowitz                         | 2:57        |
| 14.         | «Fate of the Stars»    | Horowitz    | Hawley, Cantor, Sedghi, Horowitz | 6:50        |
| 48:50       |                        |             |                                  |             |

| Бонусні треки з перевидання Needlejuice | Бонусні треки з перевидання Needlejuice | Бонусні треки з перевидання Needlejuice | Бонусні треки з перевидання Needlejuice | Бонусні треки з перевидання Needlejuice |
| #                                       | Назва                                   | Автор                                   | Головний вокаліст                       | Тривалість                              |
| --------------------------------------- | --------------------------------------- | --------------------------------------- | --------------------------------------- | --------------------------------------- |
| 0.                                      | «Light & Night» (Pregap bonus track)    | Cantor, Federman, Horowitz, Sedghi      | Cantor, Nellie McKay                    | 4:19                                    |
| 53:09                                   |                                         |                                         |                                         |                                         |

## Учасники запису

### Tally Hall
- Роб Кантор — гітара, вокал, секвенсер у «Never Meant to Know», фортепіано у «You & Me»
- Джо Гоулі — гітари, вокал, перкусія, зозуля в «Sacred Beast»
- Зубін Седжі — бас-гітара, вокал
- Ендрю Горовіц — клавішні, вокал
- Росс Федерман — барабани, перкусія, бек-вокал у «Hymn for a Scarecrow» та «Turn the Lights Off»

### Інші музиканти
- Бора Караджа — свист у «Hymn for a Scarecrow», бек-вокал у «Turn the Lights Off»
- Неллі МакКей — вокал у «Light & Night»